# Lenka Faltusová
Lenka Faltusová, née le 24 juin 1979 à Lanškroun, est une biathlète tchèque. 

## Carrière
La Tchèque commence sa carrière aux Championnats du monde junior en 1998. Elle découvre le niveau sénior en 1999-2000 en prenant part à la Coupe du monde. En 2001, elle obtient sa première sélection en championnat du monde, finissant 31e de l'individuel. L'hiver suivant, elle pénètre le top trente à trois reprises à Östersund, synonyme de points en Coupe du monde et monte sur un podium aux Championnats d'Europe avec le relais (médaille d'argent). En décembre 2004, elle revient dans les points en Coupe du monde avec son meilleur résultat à ce niveau, une 19e place sur l'individuel d'Oslo.
Aux Jeux olympiques d'hiver de 2006, elle est 32e du sprint, 36e de la poursuite et 13e du relais.
À l'été 2006, elle dispute sa dernière compétition internationale à l'occasion des Championnats du monde de biathlon d'été, gagnant une médaille de bronze au sprint.
Elle poursuit ensuite une carrière de masseuse.

## Palmarès

### Jeux olympiques d'hiver
| Épreuve / Édition          | Individuel | Sprint | Poursuite | Départ en masse | Relais |
| Jeux olympiques 2006 Turin | —          | 32e    | 36e       | —               | 13e    |

Légende :
- — : Non disputée par la biathlète

### Championnats du monde
| Épreuve / Édition             | Individuel | Sprint | Poursuite | Départ en masse | Relais  |
| Mondiaux 2001 Pokljuka        | 32e        | -      | -         | -               | -       |
| Mondiaux 2003 Khanty-Mansiïsk | 38e        | -      | -         | -               | Abandon |
| Mondiaux 2004 Oberhof         | 65e        | -      | -         | -               | -       |
| Mondiaux 2005 Hochfilzen      | 29e        | 55e    | DNS       | -               | 10e     |

Légende :
- DNS : n'a pas pris le départ.
- — : épreuve pas disputée par la biathlète.

### Coupe du monde
- Meilleur classement général : 53e en 2003.
- Meilleur résultat individuel : 19e.

#### Différents classements en Coupe du monde
| Année     | Classement général final | Sprint | Poursuite | Individuel | Mass start |
| 2002-2003 | 53e                      | 56e    | 46e       | 43e        | -          |
| 2004-2005 | 65e                      | 70e    | -         | 46e        | -          |

### Championnats d'Europe
- Médaille d'argent du relais en 2003.
- Médaille de bronze du relais en 2005.

### Championnats du monde de biathlon d'été (rollerski)
- Médaille de bronze du sprint en 2006.